# Rodolfo Eduardo Almirón
Rodolfo Eduardo Almirón Sena (Puerto Bermejo, 17 de febrero de 1936-Ezeiza, 5 de junio de 2009) fue un policía argentino cuya extradición de España solicitó y obtuvo la justicia de su país sobre la base de la evidencia que lo vincularía a la organización terrorista de ultraderecha Alianza Anticomunista Argentina, Triple A. En 2012, luego de su muerte, el juez Norberto Oyarbide dictaminó que fue el autor inmediato del homicidio del sacerdote Carlos Mugica, el cual es considerado un delito de lesa humanidad.

## En la Policía Federal
Almirón ingresó en la Policía Federal Argentina y a comienzos de los años 1960, estaba asignado a la División de Robos y Hurtos bajo el mando del subcomisario Juan Ramón Morales (con cuya hija se casaría), quien había sido uno de los jefes de brigada de la custodia del presidente Juan Domingo Perón en los años 1950.
Morales, Almirón y otros miembros de la Policía organizaron un grupo delictivo asociado a la banda del delincuente Miguel “Loco” Prieto, que se dedicaba a delitos como asaltos a mano armada, contrabando, secuestros extorsivos, tráfico de drogas y trata de blancas. 
El 9 de junio de 1964 durante una riña en una boîte de Olivos, murió un marine de las fuerzas armadas de Estados Unidos y si bien el disparo partió del arma de Almirón uno de sus acompañantes asumió la responsabilidad y fue condenado por ello.
Entre junio y agosto murieron seis personas allegadas al “loco Prieto”. Adolfo Caviglia mató a su mujer Julia Fernández y se suicidó, Alfonso Guido fue encontrado estrangulado y Emilio Abud, Máximo Ocampo, Luis Bayo y Fleitas aparecieron asesinados y en el hecho hubo rasgos que luego serían comunes en el accionar de la Triple A: los cadáveres aparecieron abandonados en basureros, con las manos atadas a la espalda, la boca amordazada y más de cincuenta disparos en el cuerpo.
El 28 de octubre, el juez de instrucción Ernesto González Bonorino procesó a varios policías, entre los cuales estaban Almirón y Morales, por violación de los deberes de funcionarios públicos y encubrimiento pero resultaron absueltos en tanto el 21 de enero de 1965 el “loco Prieto” murió por quemaduras en su celda en un aparente suicidio.
El cúmulo de incidentes llevó a que el 5 de junio de 1970 la Junta de Calificaciones de la Policía Federal dispusiera separar de la fuerza a Almirón.

## Su vinculación con la "Triple A"
En 1973 por indicación de Perón al asumir la presidencia Héctor J. Cámpora, José López Rega fue designado Ministro de Bienestar Social y el 11 de octubre de 1973, por decreto 1858 firmado por Raúl Lastiri, yerno de López Rega, un día antes de dejar la Presidencia de la Nación se reincorporó al servicio activo a Morales y Almirón quienes pasaron a prestar servicio como jefes de seguridad del ministro de Bienestar Social. A partir de allí ambos fueron ascendidos: Almirón subió cuatro escalafones hasta llegar a ser designado subcomisario; mientras que Morales alcanzó el grado de comisario principal.
Según la resolución judicial del 26 de diciembre de 2006, José López Rega desde su cargo de Ministro de Bienestar Social creó una organización que si bien se utilizó la misma sigla "A.A.A." varió su denominación como Acción Antiimperialista Argentina, Alianza Anticomunista Argentina y Agrupación Antiimperialista Argentina. Inició sus actividades firmadas con el atentado que sufriera el 21 de noviembre de 1973, el senador nacional de la Unión Cívica Radical, Dr. Hipólito Solari Yrigoyen y tenía como responsables militares a los comisarios Almirón y Morales. 
La Triple A estaría vinculada a los homicidios del Dr. Rodolfo David Ortega Peña -ocurrido el 31 de julio de 1974-, de Alfredo Alberto Curutchet -del 10 de septiembre del mismo año-, de Julio Troxler -perpetrado diez días más tarde-, Luis Ángel Mendiburu y Silvio Frondizi -del 27 de septiembre de 1974-, Carlos Ernesto Laham y Pedro Leopoldo Barraza -el 13 de octubre de 1974-. También se le adjudicaron los secuestros y desaparición de los ciudadanos uruguayos vinculados a los Tupamaros Daniel Banfi, Luis Latrónica y Guillermo Jabif -ocurridos el 12 de septiembre de 1974-, y el asesinato de Raúl Laguzzi -del 7 de septiembre de 1974-.
Incluso se citan testimonios acerca de una reunión de gabinete que habría tenido lugar el 8 de agosto de 1974 en la residencia oficial de Olivos, presidida por María Estela Martínez de Perón, en la que, previa proyección de diapositivas con la imagen de quienes serían asesinados por supuestas responsabilidades en actividades subversivas, se habría determinado la eliminación de Julio Troxler. Según su hermano, recurrieron entonces a los Generales Jorge Rafael Videla y Roberto Viola, quienes se negaron a brindarles ayuda, debido a que en el país había un gobierno legalmente constituido y que "bajo ningún concepto las fuerzas armadas podían intervenir".-
Algunos autores le imputan a la Triple A alrededor de dos mil asesinatos, ejecuciones masivas, secuestros y todo tipo de acciones ilegales desde junio de 1973.
En abril de 1975 el teniente coronel Jorge Felipe Sosa Molina, jefe del Regimiento de Granaderos a Caballo que tiene la misión de custodia personal del Presidente de la Nación, presentó ante sus superiores una denuncia sobre el accionar de la Triple A y su relación con miembros de la custodia del Ministro de Bienestar Social. La denuncia comenzó a circular dentro del gobierno y al ser filtrada a la prensa por el almirante Massera fue publicada en la primera plana del diario La Opinión del 6 de julio de 1975.
Argentina vivía un momento de agitación social a raíz del conflicto entre los sindicatos y el gobierno que pretendía limitar los aumentos de salarios en medio de un proceso inflacionario. El 11 de julio de 1975 un abogado presentó una denuncia judicial basada en el artículo de La Opinión y ese mismo día López Rega renunció a su cargo de Ministro de Bienestar Social pero retuvo el de Secretario privado de la presidenta; López Rega concentró en la residencia presidencial de Olivos a su custodia personal integrada por unos cincuenta hombres entre los que estaba incluido Almirón e invocando razones de salud de la presidenta le cerraba el paso a quienes querían verla, incluidos los ministros. Esta situación finaliza en la madrugada del 19 de julio en que integrantes del Regimiento de Granaderos a Caballo al mando de Sosa Molina con el apoyo de vehículos blindados y el respaldo de los comandantes de las fuerzas armadas ocupa la residencia presidencial sin disparar un tiro y procede a desarmar a los custodios de López Rega.

## Partida a España
Por presión de las fuerzas armadas la presidenta obtuvo la renuncia de López Rega, quien de inmediato salió del país con un nombramiento como Enviado Especial ante los Gobiernos de los Estados de Europa con rango de embajador, y para cumplir su misión se designó en comisión -entre otros- a Rodolfo Eduardo Almirón. El 22 de julio de 1975 López Rega llegaba a Madrid acompañado por sus custodios, entre los cuales estaba Almirón.
Al poco tiempo, sin embargo, dejó al exministro y comenzó a trabajar en la empresa de seguridad Asesoramiento, Seguridad y Protección, S.A. de Antonio Cortina, hijo del exministro de relaciones exteriores en tiempo de Franco que tenía amistad con López Rega desde los tiempos en que éste era mayordomo de Perón durante su exilio. 
Almirón, que se había divorciado de su primera esposa, estaba casado con una ex azafata de Iberia Ana María Gil Calvo, gracias a cuyos contactos gestionó la nacionalidad española y se convirtió en el jefe de la custodia personal del dirigente español Manuel Fraga Iribarne del 1/2/81 al 30/6/84.[cita requerida] También tuvo a su cargo el adiestramiento de los primeros escoltas del expresidente del gobierno español y líder socialista Felipe González. Con Stefano Delle Chiaie, un neofascista italiano relacionado con la Operación Gladio, la red anticomunista de la OTAN durante la guerra fría, Rodolfo Almirón estuvo presente durante los sucesos de Montejurra en 1976, cuando varios neofascistas mataron a carlistas de izquierda.
Rodolfo Eduardo Almirón había sido denunciado desde el inicio mismo de las actuaciones como integrante de la Triple A, pero por error lo fue bajo el nombre de Luis Almirón, lo que evitó que la orden de captura internacional se hiciera efectiva.
Al trascender a la prensa, en 1983, los antecedentes de Almirón debió buscar una posición más discreta: como camarero en Cuenca o como cajero en una cafetería de la Plaza Mayor de Madrid hasta su jubilación. Era pensionista en Valencia desde el 18 de febrero de 2001. Alberto Ruiz Gallardón -"delfín" del antiguo ministro Manuel Fraga Iribarne- fue el abogado de Almirón, y quien (según opinión personal de José Oneto) logró el secuestro de las dos ediciones de la Revista Cambio 16 que alertaron a la opinión pública que Almirón estaba empleado como jefe de seguridad de Fraga Iribarne. Almirón investigado por el secuestro y asesinato de la Sra Noemí Esther Gianotti de Molfino, fundadora de las Madres de Plaza de Mayo, y relacionado con un presunto intento de asesinato el 1 de septiembre de 1980 en Madrid a otro ciudadano español a quien agentes de la dictadura argentina le habían secuestrado sus dos hijas españolas el 28 de abril de 1980 (además de haber tratado de secuestrarlo a él mismo el 17 de abril de ese mismo año).[cita requerida]
En 2006 se publicó una investigación periodística con los antecedentes y el paradero de Almirón y desde Buenos Aires se actualizó su orden de captura, por lo que el 23 de diciembre de 2006 fue detenido en Torrente (Valencia), donde vivía. Posteriormente fue extraditado a Argentina. En mayo de 2008 su proceso estaba pendiente de pericias médicas para determinar si su estado de salud permitía continuar el mismo, ya que al ser detenido se encontraba con tratamiento médico para recuperar la memoria, que aparentemente perdió por una embolia.
Murió el 5 de junio de 2009 en un hospital de la ciudad de Ezeiza, aledaña a la de Buenos Aires, mientras estaba detenido y bajo proceso.